# 文化放送ナースナビ
文化放送ナースナビは、文化放送で運営している、看護師に特化した就職情報サイトである。

## 概要
就職活動をする看護学生の多くはこのサイトに登録していると言われ、全国各地で病院就職合同説明会などのイベントも開催している。スタート時は、ブンナビ看護というサイト名だったが、文化放送ナースナビと名前を変え、現在にいたる。サイトは、既に看護師の資格を持っている社会人向け、就職年次の学生向け、看護学生になりたての低学年向けの3つで構成されている。学生向けのサイトには、看護師国家試験のためのe-ラーニングや模擬テストが無料で受講できる仕組みもある。同様なサイトとしては、キャリタス（旧：ディスコ）が運営する「キャリタス看護」（旧：看護ナビ）、エス・エム・エスが運営する「ナース専科」等がある。